# Tiflovia pachnopoata
Tiflovia pachnopoata är en loppart som beskrevs av Hamilton Paul Traub 1977. Tiflovia pachnopoata ingår i släktet Tiflovia och familjen Stivaliidae. Inga underarter finns listade i Catalogue of Life.